# ラファエル・ヴィニオリ
ラファエル・ヴィニオリ・ベセイロ（Rafael Viñoly Beceiro、1944年6月1日 - 2023年3月2日）は、ウルグアイ・モンテビデオ生まれ、アルゼンチン育ち、アメリカ合衆国・ニューヨーク拠点の建築家。

## 経歴
映画・劇場演出家の父と数学教師の母の間に生まれる。ブエノスアイレス大学で、1968年に建築の学位と1969年には建築・都市計画学部で修士を修了。
1964年に、6人の仲間と建築設計事務所を設立。この事務所は後に、短期間に多くの目立った仕事をこなす南米で最大の建築事務所となった。
1978年に、家族と共にアメリカ合衆国に移住。短期間だがハーバード大学設計大学院で客員講師を務め、1979年にニューヨークに居を落ち着けた。
1983年に、ラファエル・ヴィニオリ建築事務所を設立。ニューヨークでの最初のプロジェクトは、ジョン・ジェイ法科大学で、1988年に竣工。1989年には東京国際フォーラムの国際公開コンペで採用、1996年に竣工した。ヴィニオリ建築事務所は、ニューヨークのワールド・トレード・センター再建設計コンペでも最終候補に残った。
40年以上のキャリアの中、ヴィニオリはアメリカ合衆国、中南米、ヨーロッパ、アジア、アフリカ、中近東での建築を手がけた。近年、ヴィニオリ建築事務所は急成長を遂げ、ロンドンとロサンゼルスに支店を持ち、アブダビ、ドバイ、バーレーンなどでも現場事務所を持つ。
2010年にヴィニオリの設計で建築されたラスベガスのホテル「ヴィダーラ」において、ホテルの一面が凹面をしていることで、その面のガラスで反射された光がプール周辺に集まり高温になる事件が報じられた。同様に、2013年のロンドンでも、ヴィニオリによって設計された20フェンチャーチ・ストリートで同じように凹面のガラスの反射で駐車中の車が溶ける事件が報じられた。
ヴィニオリはアメリカ建築学会フェロー、王立英国建築家協会国際フェロー、日本建築家協会会員、アルゼンチン建築家協会会員であった。
2023年3月2日、ニューヨークにて死去。78歳没。

## 受賞・栄典
- 2007年　サルバドーリ・センター　設計賞
- 2006年　王立英国建築家協会　国際フェロー
- 2004年　クーパー・ヒューイット国立デザイン博物館　ナショナル・デザイン賞
- 1997年　メリーランド大学　名誉博士
- 1995年　アメリカ建築学会 ニューヨーク市区 名誉メダル
- 1994年　ナショナル・アカデミー（アメリカ合衆国） 会員

## 主な仕事

### 竣工物件

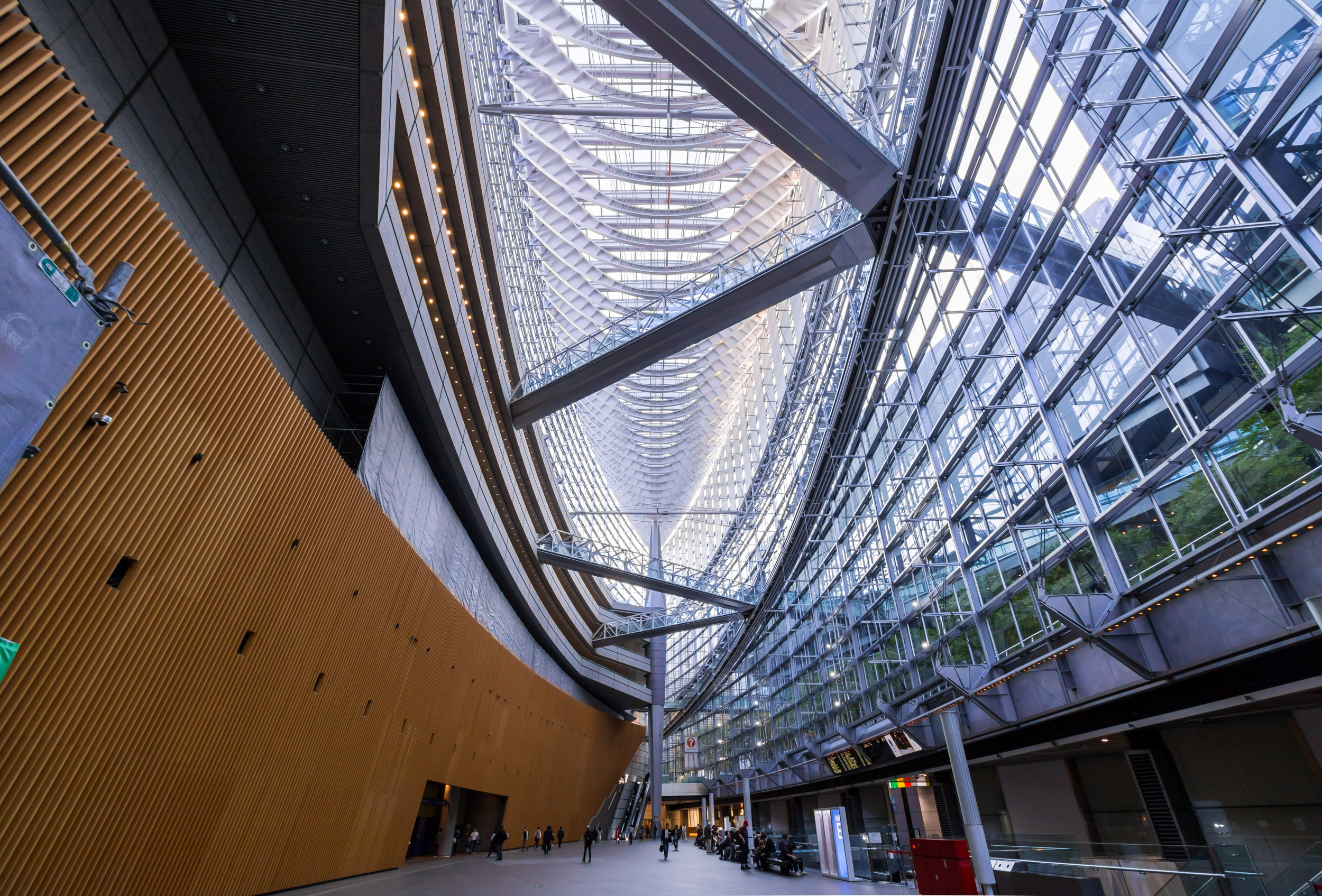
東京国際フォーラム

- ニューヨーク市立大学リーマン校体育施設　ニューヨーク、1994年
- 東京国際フォーラム　東京、1996年
- ブロンクス家庭裁判所　ニューヨーク、1997年
- プリンストン大学スタジアム　アメリカ・プリンストン、1998年
- サムスン鍾路タワー　ソウル、1999年
- コロンビア大学ラモント・ドハティ地球科学研究所　ニューヨーク、2000年
- キンメル芸術センター　フィラデルフィア、2001年
- バン・アンデル研究所　グランドラピッズ、2002年
- ブラウン大学ブラウン大学ワトソン国際関係研究所　アメリカ・プロビデンス、2002年
- ペンシルベニア州立大学情報科学技術棟　アメリカ・ペンシルベニア州、2003年
- デイヴィッド・L・ローレンス・コンベンション・センター 　アメリカ・ピッツバーグ、2003年
- プリンストン大学統合ゲノミクス研究所 カール・アイキャン研究棟　アメリカ・プリンストン、2004年
- シカゴ大学経営学ブース校　シカゴ、2004年
- ボストン・コンベンション・エキシビジョン・センター　ボストン、2004年
- アメリカ国立衛生研究所 ジョン・E・ポーター神経科学研究センター　アメリカ・ベセスダ、2004年
- ジャズ・アット・リンカーン・センター　ニューヨーク、2004年
- デューク大学 ナシャー美術館　アメリカ・ダーラム、2005年
- マーラー4 オフィスタワー　オランダ・アムステルダム、2005年
- ハワード・ヒューズ医学研究所　ジャネリア・リサーチキャンパス　アメリカ・アシュバーン、2006年
- ヴァーハニンゲン大学・研究センター  アトラスビルディング　オランダ・ヴァーハニンゲン、2006年
- ブロンクス郡裁判所　ニューヨーク、2007年
- カリフォルニア大学ロサンゼルス校 カリフォルニア・ナノシステム研究所　ロサンゼルス、2007年
- カーブ・シアター　イギリス・レスター、2008年
- フォルタバット・アート・コレクション　アルゼンチン・ブエノスアイレス、2008年
- ブルックリン・チルドレンズ・ミュージアム　ニューヨーク、2008年
- エディフィシオ・アクア　ウルグアイ・プンタ・デル・エステ、2009年
- バード大学 リーム&ケイデン科学計算センター　アメリカ・アナンデール=オン=ハドソン、2009年
- ラグナ・ガルソン橋　ウルグアイ、2015年
- 432 パーク・アベニュー　ニューヨーク、2015年